# دياشم كرة (توت ندة)
دياشم كرة (بالفارسية: دیاشم کره) هي قرية تقع في إيران في قسم توت ندة الريفي. يقدر عدد سكانها بـ 0 نسمة بحسب إحصاء 2016.